# 20th Century Women
20th Century Women là một phim hài chính kịch tuổi trưởng thành được đạo diễn bởi Mike Mills năm 2016 cùng với các diễn viên Annette Bening, Elle Fanning, Greta Gerwig, Lucas Jade Zumann và Billy Crudup. 
Bộ phim lấy bối cảnh tại Miền Nam California, Hoa Kỳ vào những năm thuộc thập niên 70 của thế kỉ 20, cốt truyện phim cũng được dựa trên một phần tuổi thơ của đạo diễn Mills.
Bộ phim được sản xuất bởi Annapurna Pictures vào năm 2015, sau đó được công chiếu toàn cầu tại Liên hoan phim New York từ tháng 10 năm 2016, và được phát hành tại rạp từ ngày 28 tháng 12 năm 2016, bởi A24. Phim được đề cử hai giải Quả cầu vàng cho các hạng mục bao gồm Phim ca nhạc hoặc phim hài xuất sắc nhất và Vai nữ xuất sắc nhất, ngoài ra phim còn nhận được một đề cử cho hạng mục Kịch bản gốc xuất sắc nhất tại Lễ trao giải Oscar lần thứ 89.